# L'Olimpe
L'Olimpe es una banda francesa patrocinada por el productor Jo Bogaert, conocido también por la creación de la banda Technotronic, que tuvo sus principales éxitos en el año 1984, y que se disolvió por cuestiones ideológicas y artísticas a finales de 1989.
L´ Olimpe es la voz francesa para decir "Olimpo", retomada por el concepto original de la banda que incluía doce integrantes, de los cuales finalmente quedaron cinco.

## Música
Su música está caracterizada por la conjunción entre un potente sintetizador (elemento típico de las bandas electrónicas de los ochenta) y dos bajos, uno reforzando la función armónica y otro contrapunteando la línea de los sintetizadores, usando su registro central agudo.

## Discografía
Mythos et Logos: Heaven's Symphony (1982)
Burning Love
It's getting harder
Domination
You're my Little Candle
Mythos et Logos
A tout l'hour
Le abbadie
Gothic Roman
Crafting in Heaven (1984)
Petit Loudmille
Misoginy espresso
I want MORE
Bonfire
Heavens Workshop (love you this way)
He's a copy of me
Bionic Lover
Tales from an Old Basque (1988)
I've gone Barzerk
Without respect
Grande Ronda
Cigarette expertise
In a room like this
Pour une milliard d'ans
- Datos: Q5961210